# یلوه‌های جنگلی آمریکایی
یلوه‌های جنگلی (نام علمی: Aramides) یک سرده از پرندگان از خانواده یلوگان است. این سرده ۸ گونه دارد.

یک گونه مشکوک نیز وجود دارد:
- یلوه جنگلی گلوسرخ، Aramides gutturalis - منقرض شده (قرن بیستم؟ )